# ميريام أديلسون
ميريام أديلسون (قبل زواجها الأخير ميريام فاربشتاين؛ أوكسهورن سابقًا؛ من مواليد 10 أكتوبر 1945) طبيبة وملياديرة الأ إسرائيليةتزوجت من قطب الأعمال الأمريكي شيلدون أديلسون في عام 1991، ومنذ ذلك الحين أصبحت مانحة لقضايا سياسية محافظة في الولايات المتحدة وإسرائيل. تبرع آل أديلسون لحملة دونالد ترامب الرئاسية لعام 2016، وتنصيبه الرئاسي، وصندوق دفاعه ضد تحقيق مولر في التدخل الروسي وحملته الانتخابية عام 2020.
هي الناشر الحالي لصحيفة إسرائيل هيوم.
تم منح ميريام وشيلدون أديلسون جائزة وودرو ويلسون لمواطنة الشركات من قبل مركز وودرو ويلسون الدولي للباحثين في مؤسسة سميثسونيان في عام 2008. وفي عام 2013، حصلت على الجنسية الفخرية لأورشليم. حصلت على وسام الحرية الرئاسي عام 2018.
اعتبارًا من يونيو 2021، احتلت أديلسون المرتبة 44 في قائمة أغنى امرأة وخامس أغنى امرأة وأغنى إسرائيلي في العالم، حيث تقدر ثروتها الصافية بـ32.4 مليار دولار أمريكي وفقًا لمؤشر بلومبيرغ للمليارديرات من خلال ملكيتها للأغلبية في لاس فيجاس ساندز.

## الحياة والعمل
ولدت أديلسون في تل أبيب، في فلسطين الانتدابية عام 1945، لأبوين فرّا من بولندا قبل الهولوكوست. كان والدها عضوًا بارزًا في حزب مابام السياسي. وفي الخمسينيات من القرن الماضي، استقرت عائلتها في مدينة حيفا، حيث كان والد أديلسون يمتلك ويدير العديد من دور السينما.

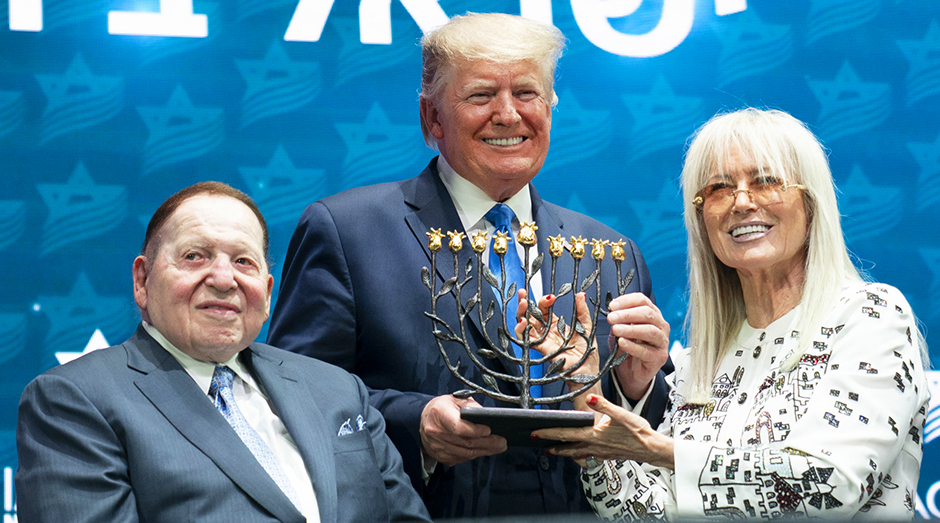
أديلسون وزوجها مع دونالد ترامب

التحقت بمدرسة ريئالي العبرية لمدة 12 عامًا. خدمت الخدمة العسكرية الإلزامية كضابط طبي في نيس زيونا. وبعد حصولها على بكالوريوس العلوم في علم الأحياء الدقيقة وعلم الوراثة من الجامعة العبرية في القدس فقد حصلت على شهادة الطب من جامعة تل أبيب في مدرسة ساكلر الطبية.
تزوجت أديلسون من أرييل أوكسهورن، وهو طبيب، وأنجبت منه طفلين. طلقت أديلسون أوكسهورن في الثمانينيات، وفي عام 1986 ذهبت إلى جامعة روكفلر في. هناك التقت بشيلدون أديلسون، الذي تزوجته عام 1991. يُنسب إليها التأثير على آراء شيلدون السياسية بشأن إسرائيل. وكداعمة قوية لإسرائيل، اعترفت أن قلبها كان دائمًا في ذلك البلد وأنها «عالقة» في أمريكا بعد لقاء زوجها. لقد عملت كواحدة من «نواب الرئيس الماليين» لتنصيب دونالد ترامب.

## المسيرة الطبية
أصبحت طبيبة وفي النهاية صارت رئيسة الأطباء الداخليين في غرفة الطوارئ في مستشفى روكاش (هداسا) في تل أبيب.
بعد طلاقها من زوجها الأول، التحقت بجامعة روكفلر عام 1986 كطبيبة مساعدة متخصصة في إدمان المخدرات. تم إرشادها والتعاون معها من قبل ماري جين كريك.
في عام 1993، أسست مركزًا لتعاطي المخدرات وعيادة بحثية. في عام 2000، افتتحت هي وزوجها الثاني عيادة أبحاث الدكتور ميريام وشيلدون جي أديلسون في لاس فيغاس.

## دعم دونالد ترامب
تشتهر أديلسون بدعمها لدونالد ترامب. كانت هي وزوجها أكبر المانحين لترامب طوال فترة رئاسته؛  لقد قدّمَا أكبر تبرع لحملته الرئاسية لعام 2016، وتنصيبه الرئاسي، وصندوق دفاعه ضد تحقيق مولر في التدخل الروسي وحملته الانتخابية عام 2020.
لقد كتبت أن ترامب «يجب أن يتمتع بدعم كاسح» بين اليهود الأمريكيين والإسرائيليين، وأن ترامب يستحق «كتاب ترامب» في الكتاب المقدس بسبب دعمه لإسرائيل. كما دفعت من أجل العفو عن أفيم سيلا الذي تجسس على أمريكا.  كتبت أديلسون أن ترامب يمثل «القرابة والصداقة والشجاعة وانتصار الحقيقة» وأن «الإسرائيليين واليهود الفخورين مدينون لدونالد ترامب بامتناننا».
التقى ترامب بأديلسون في فبراير 2024، حيث صرحت بدعم ترشح ترامب في الانتخابات الرئاسية الأمريكية لعام 2024. في مايو 2024، أفادت صحيفة بوليتيكو أن أديلسون ستساهم بمبلغ 90 مليون دولار في لجنة عمل سياسي لدعم ترامب، في ذلك الوقت كان حساب حملة بايدن يحتوي على 84 مليون دولار نقدًا، وكان لدى ترامب 49 مليون دولار (باستثناء أموال لجنة العمل السياسي).
سعت ميريام أديلسون للحصول على دعم من المرشح ترامب لضم إسرائيل للضفة الغربية، وتعهدت بأكثر من 100 مليون دولار لحملة ترامب مقابل اعتراف الولايات المتحدة بسيادة إسرائيل على المنطقة.

## الأوسمة والجوائز

### مرتبة الشرف
- وسام الحرية الرئاسي من الرئيس دونالد ترامب - 16 نوفمبر 2018.[33]

### الجوائز
- دكتوراه فخرية من جامعة تل أبيب - 2007.[18]